# Агроценоз
Агроцено́з (от греч. ἀγρός, читается agros — «поле», κοινός, читается koinos — «общий») — биогеоценоз, созданный человеком (искусственная экосистема). Обладает определённым видовым составом и определёнными взаимоотношениями между компонентами окружающей среды. Их высокая продуктивность обеспечивается интенсивной технологией подбора высокоурожайных растений, удобрений.
При создании агроценозов человек применяет комплекс агротехнических приёмов: различные способы обработки почвы (вспашка, боронование, дискование и другие), мелиорацию (при избыточном увлажнении почвы), иногда искусственное орошение, посев (посадка) высокоурожайных сортов растений, подкормку, борьбу с сорняками, вредителями и болезнями растений.

## Отличия агроценозов от естественных биогеоценозов
По сравнению с естественными биогеоценозами, агроценозы имеют ограниченный видовой состав растений и животных, не способны к самообновлению и саморегулированию, подвержены угрозе гибели в результате массового размножения вредителей или возбудителей болезней и требуют неустанной деятельности человека по их поддержанию.

### Направление отбора
В природных экосистемах существует естественный отбор, отвергающий неконкурентоспособные виды и формы организмов и их сообществ в экосистеме и тем самым обеспечивающий её основное свойство — устойчивость. В агроценозах действует преимущественно искусственный отбор, направленный человеком прежде всего на максимальное повышение урожайности сельскохозяйственных культур. По этой причине экологическая устойчивость агроценозов невелика. Они не способны к саморегуляции и самовозобновлению, подвержены угрозе гибели при массовом размножении вредителей или возбудителей болезней. Поэтому без участия человека, его неустанного внимания и активного вмешательства в их жизнь агроценозы зерновых и овощных культур существуют не более года, многолетних трав — 3—4 года, плодовых культур — 20—30 лет. Затем они распадаются или отмирают.

### Источник используемой энергии
Для естественного биогеоценоза единственным источником энергии является Солнце, точнее свет от него. В то же время агроценозы, помимо солнечной энергии, получают дополнительную энергию, которую затратил человек на производство удобрений, химических средств против сорняков, вредителей и болезней, на орошение или осушение земель и т. д. Без такой дополнительной затраты энергии длительное существование агроценозов практически невозможно.

### Сниженное видовое разнообразие
В агроэкосистемах резко снижено видовое разнообразие живых организмов. На полях обычно культивируют один или несколько видов (сортов) растений, что приводит к значительному обеднению видового состава животных, грибов, бактерий. Кроме того, биологическое однообразие сортов культурных растений, занимающих большие площади (иногда десятки тысяч гектаров), часто является основной причиной их массового уничтожения специализированными насекомыми (например, колорадским жуком) или поражения возбудителями болезней (мучнисто-росяными, ржавчинными, головнёвыми грибами, фитофторой и др.).

### Разный баланс питательных элементов
В естественном биогеоценозе первичная продукция растений (урожай) потребляется в многочисленных цепях (сетях) питания и вновь возвращается в систему биологического круговорота в виде углекислого газа, воды и элементов минерального питания. В агроценозе такой круговорот элементов резко нарушается, поскольку значительную их часть человек изымает с урожаем. Поэтому для возмещения их потерь и, следовательно, повышения урожайности культурных растений необходимо постоянно вносить в почву удобрения.

## Значение
Агроценозы занимают примерно 10% всей поверхности суши (около 1,2 млрд га) и дают человечеству около 90 % пищевой энергии. Их неоспоримые преимущества по сравнению с естественными экосистемами заключается в неограниченных потенциальных возможностях увеличения продуктивности. Однако их реализация возможна только при постоянном, научно обоснованном уходе за почвой, обеспечении растений влагой и элементами минерального питания, охране растений от неблагоприятных абиотических и биотических факторов.